# Holloway Road (Metropolitano de Londres)
Holloway Road é uma estação do Metrô de Londres. Fica na linha Piccadilly entre as estações Caledonian Road e Arsenal, e na Zona 2 do Travelcard. A estação foi inaugurada em 15 de dezembro de 1906.
A estação foi construída pela Great Northern, Piccadilly and Brompton Railway e foi construída com dois poços de elevador, mas apenas um foi usado para elevadores. O segundo poço foi o local de uma escada rolante em espiral experimental construída pelo inventor americano de escadas rolantes, Jesse W. Reno. A experiência não teve sucesso e nunca foi utilizada pelo público. Na década de 1990, restos do equipamento da escada rolante foram escavados na base do poço do elevador e armazenados no Depósito do Museu dos Transportes de Londres em Acton.
A estação é adjacente ao local da antiga estação ferroviária de Holloway and Caledonian Road.
A estação fica próxima ao Emirates Stadium, sede do clube de futebol Arsenal. Como parte da permissão de planejamento, £ 5 milhões seriam gastos na expansão da estação atual para lidar com o aumento do número de passageiros em dias de jogos. No entanto, estudos subsequentes mostraram que, para garantir que a estação pudesse lidar com os números, os elevadores teriam de ser substituídos por escadas rolantes que custariam £ 60 milhões. Como resultado, os planos de redesenvolvimento foram suspensos e agora nos horários dos jogos a estação tem apenas saída e, antes da partida, os trens no sentido leste não param.

## Projeto
O arquiteto da estação foi Leslie Green que a construiu para a Great Northern, Piccadilly and Brompton Railway (agora parte da London Transport) no estilo moderno (estilo Art Nouveau britânico). O edifício está listado pelo English Heritage como Grau II.

## Remodelação, 2007–2008
As obras de remodelação concluídas em 2008 incluíram a instalação de um novo sistema de sonorização, a substituição de antigas telas de informação ao cliente e outras alterações estéticas para melhorar a aparência, a sensação e a segurança da estação.

## Substituição do elevador 2023–24
Em maio de 2023, foram iniciadas as obras de substituição dos dois elevadores da década de 1980, com obras previstas para durar até junho de 2024, substituindo um elevador por vez. Durante os eventos do Emirates Stadium, a estação foi fechada para evitar superlotação.

## Conexões
As rotas 21, 43, 153, 263, 393 dos ônibus de Londres e as rotas noturnas N41 e N271 atendem a estação.

## Galeria

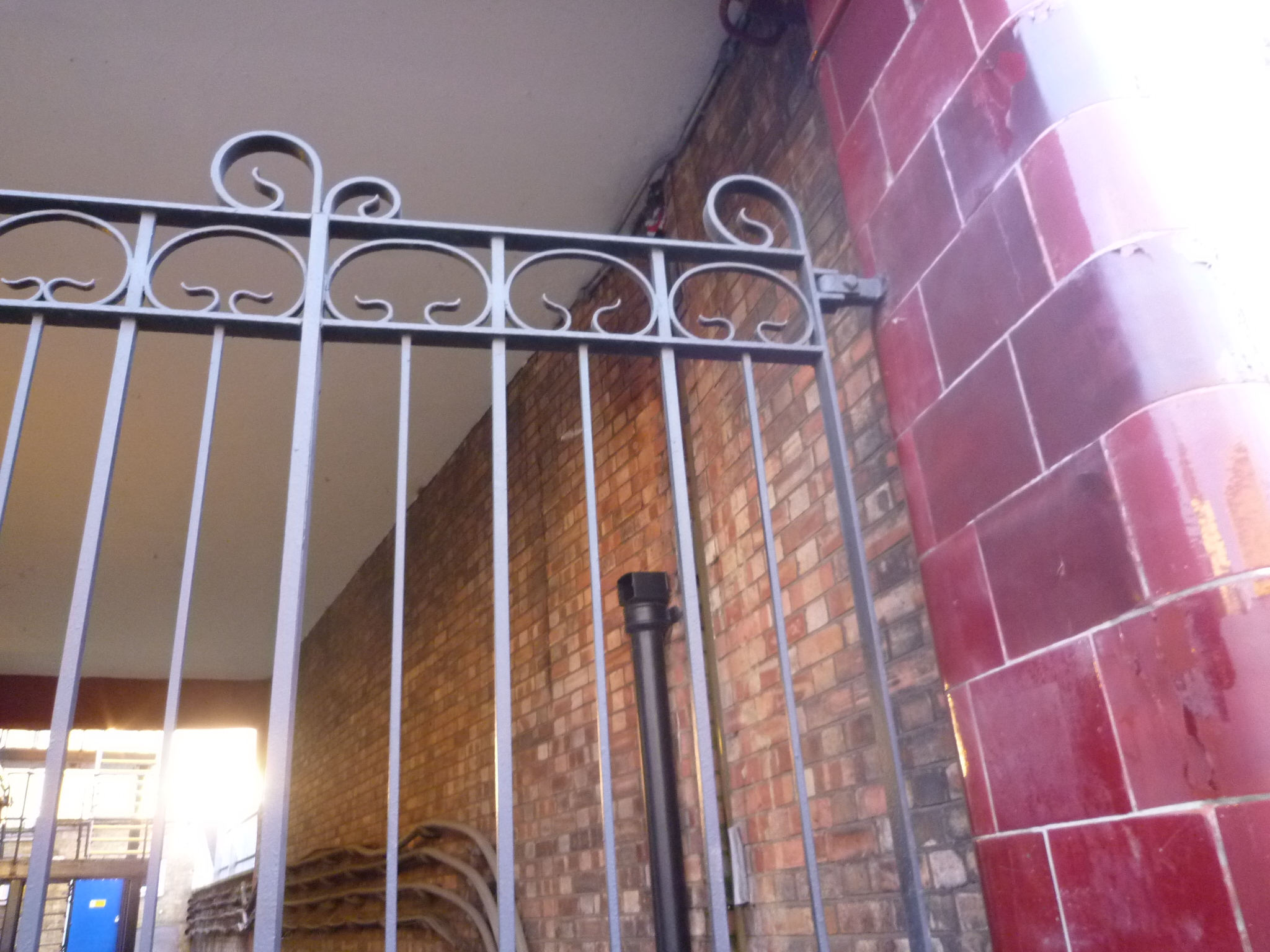
A ferragem em estilo Art Nouveau projetada por Leslie Green na estação Holloway Road
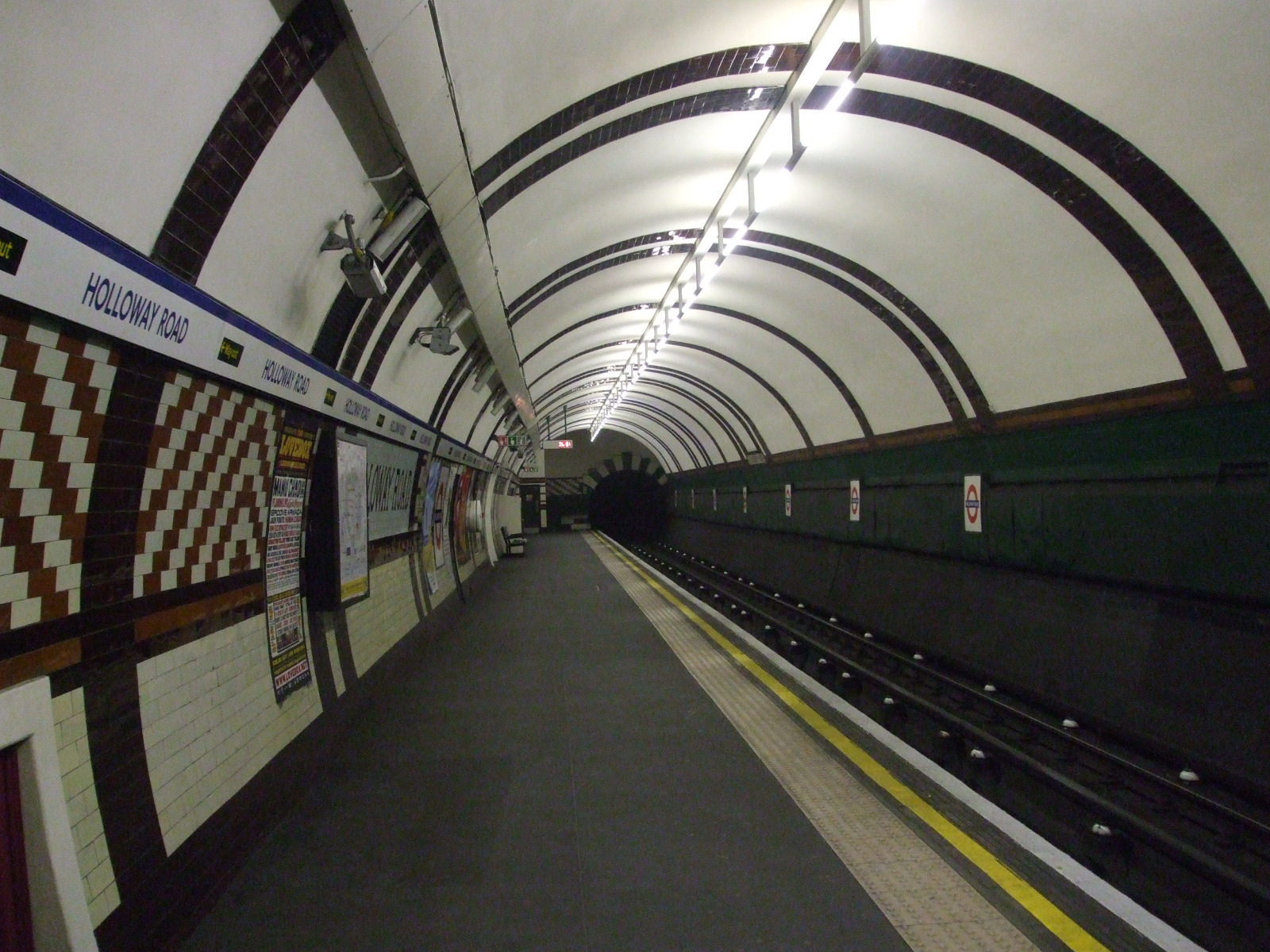
Plataforma no sentido leste voltada para o sul em direção ao centro de Londres
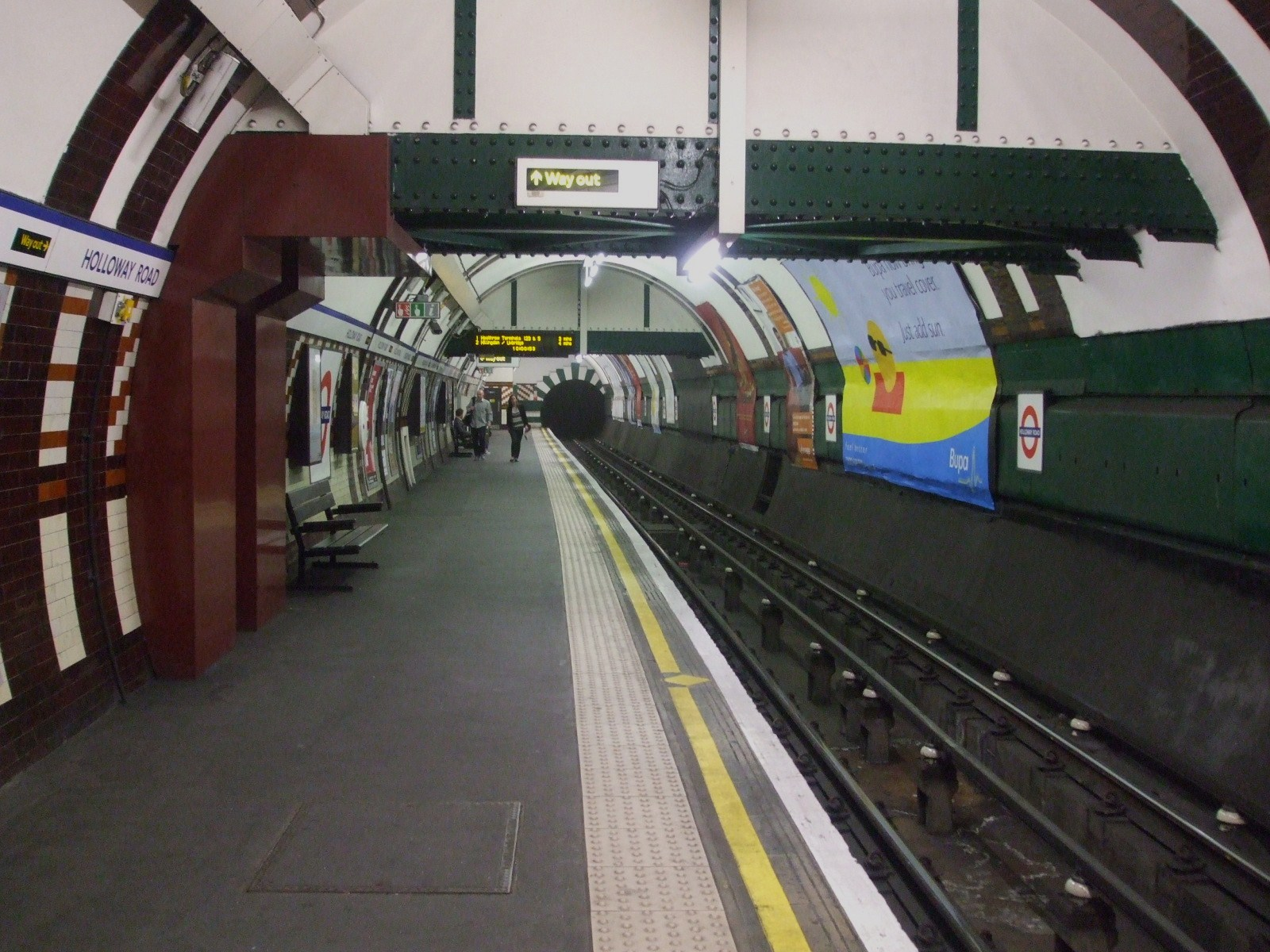
Plataforma no sentido oeste voltada para o norte em direção à Cockfosters
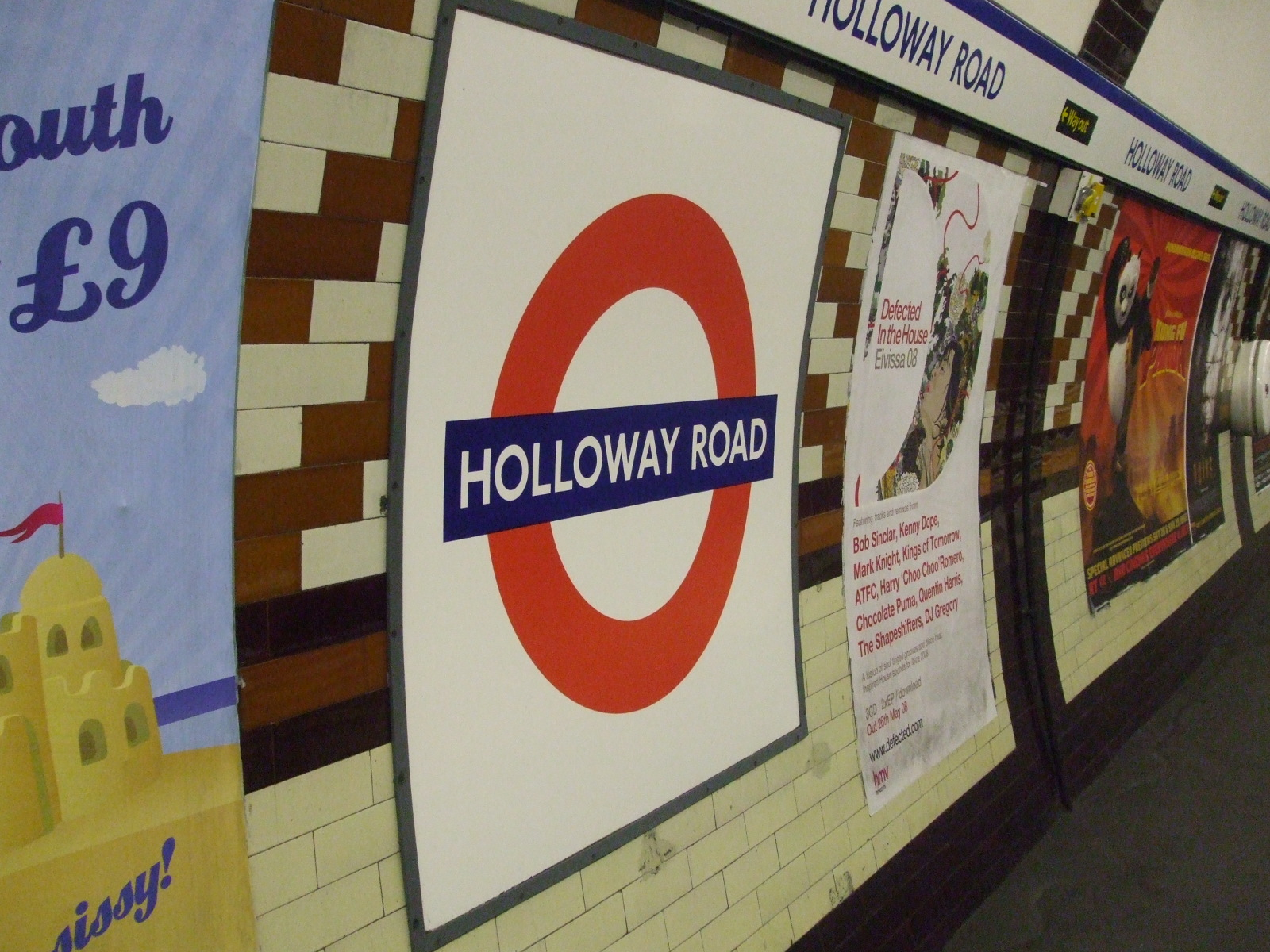
Roundel na plataforma leste
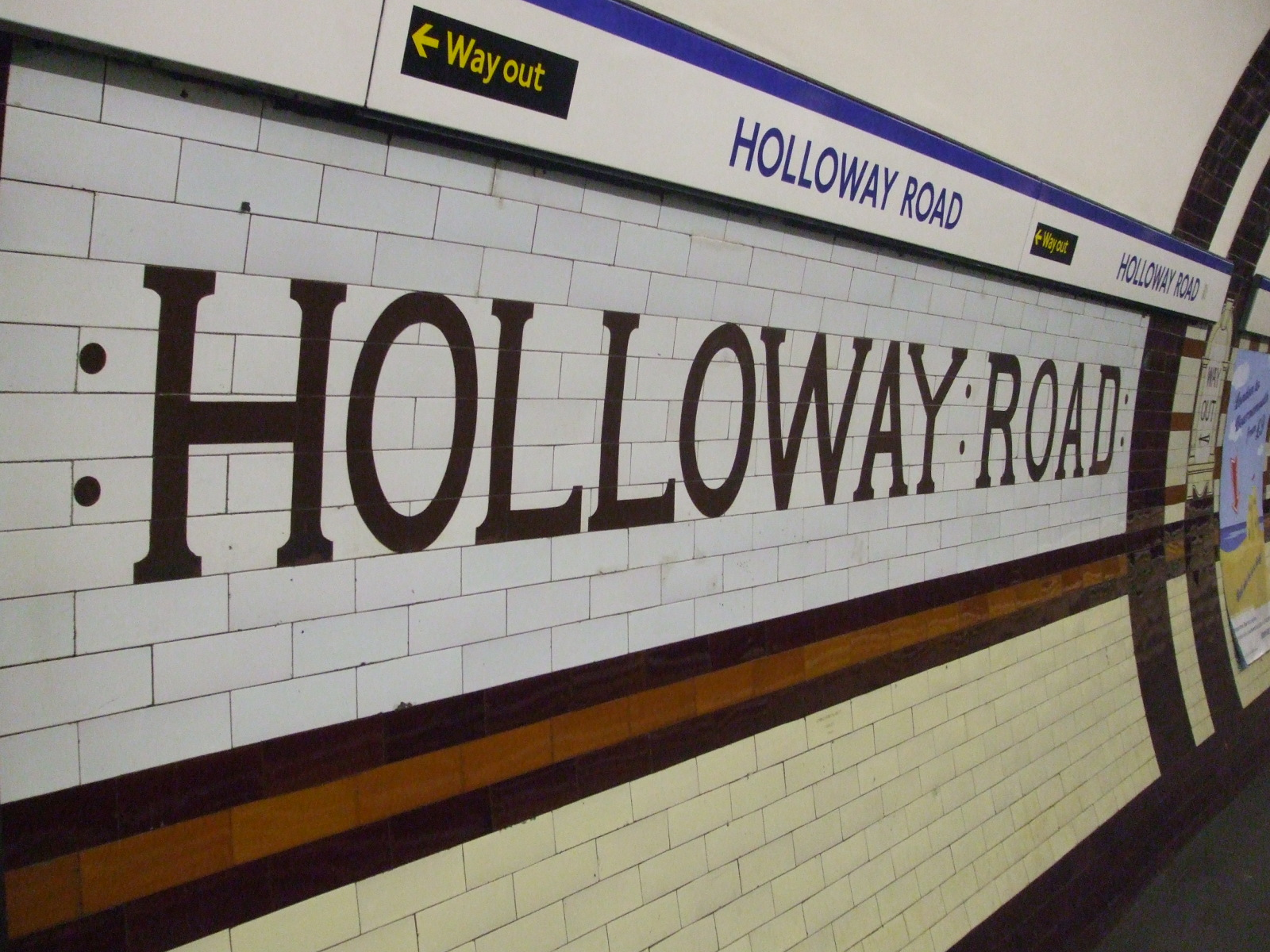
Ladrilhos na plataforma leste
Ladrilho do criador na plataforma oesteLadrilho do criador na plataforma oeste